# 梨状肌
梨状肌 （英語：Piriformis muscle）是位于臀部深面的一块扁平锥形的肌肉，属于髋肌后群六块肌肉之一。其肌束起自骶骨前面，外出坐骨大孔，止于股骨大转子，受骶神经丛分支梨状肌神经支配。梨状肌依大腿位置不同可起旋外或外展作用。

## 重要毗邻
梨状肌后方紧贴骶骨，前面则与骶丛和直肠相毗邻（左腿梨状肌与直肠尤其紧密）。
坐骨神经常在梨状肌深面走行，自梨状肌下孔（梨状肌与坐骨大孔围成的两个空隙中处于下方者）穿出，但该走行结构常有变异，坐骨神经也可在盆内分两支，分别自梨状肌下孔、梨状肌肌腹或梨状肌上孔穿出，其中较为常见者是分为胫神经与腓总神经，分别自梨状肌下孔与梨状肌肌腹穿出。

## 临床意义
因梨状肌与坐骨神经关系紧密，当梨状肌因血肿、痉挛等原因压迫刺激坐骨神经时，可出现以沿坐骨神经分布（臀部、大腿、小腿后侧）的不适、麻木与疼痛为主要症状的梨状肌损伤综合征，该症状则以坐骨神经痛的名称为人所知。坐位、蹲起、拉伸与爬楼等动作可能加重症状。在近17%的人群中，坐骨神经的走行发生变异,而自梨状肌肌腹中穿过，使该类人群更易患上此病。通过症状主述与体格检查可初步诊断该病，核磁共振或X光片等进一步检查可用于排除其它病症。确诊后可通过渐进的拉伸训练、按摩疗法（包括肌肉神经疗法）和理疗进行初步治疗。若治疗后疼痛持续，可梨状肌内注射糖皮质激素。另有研究表明肉毒杆菌毒素B可能是治疗梨状肌损伤综合征潜在药物。 手术探查的损伤性较大，其可能的副作用较理疗等可替代方案大得多。因此，手术治疗应尽可能作为最后选项。